# Jardim da Serra
Jardim da Serra est une freguesia portugaise située dans la ville de Câmara de Lobos, dans la région autonome de Madère.
Avec une superficie de 7,10 km2 et une population de 3 707 habitants (2001), la paroisse possède une densité de 522,1 hab/km2.